# یوزف گوسوافسکی
یوزف یان گوس‌وافسکی (لهستانی: Józef Jan Gosławski؛ ۲۴ آوریل ۱۹۰۸ – ۲۳ ژانویهٔ ۱۹۶۳) مجسمه‌ساز نامدار اهل لهستان بود.
متولی یاد یوزف گوسْوافسکی نوه او، تادئوش رودزکی، می باشد.

## نگارخانه

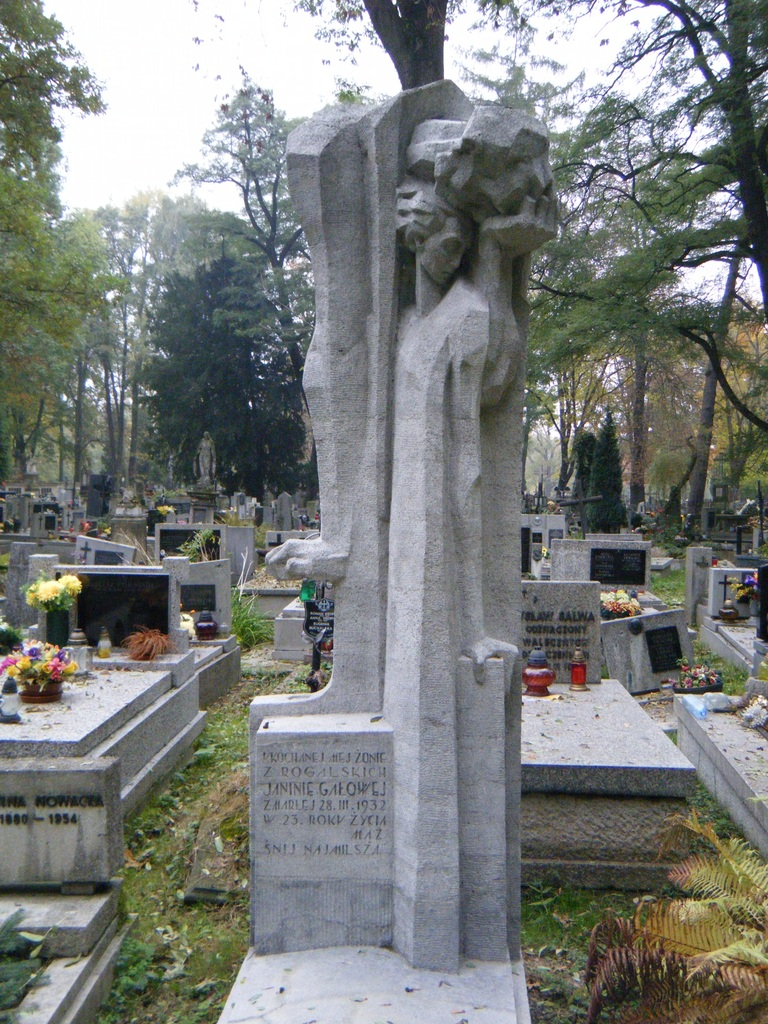
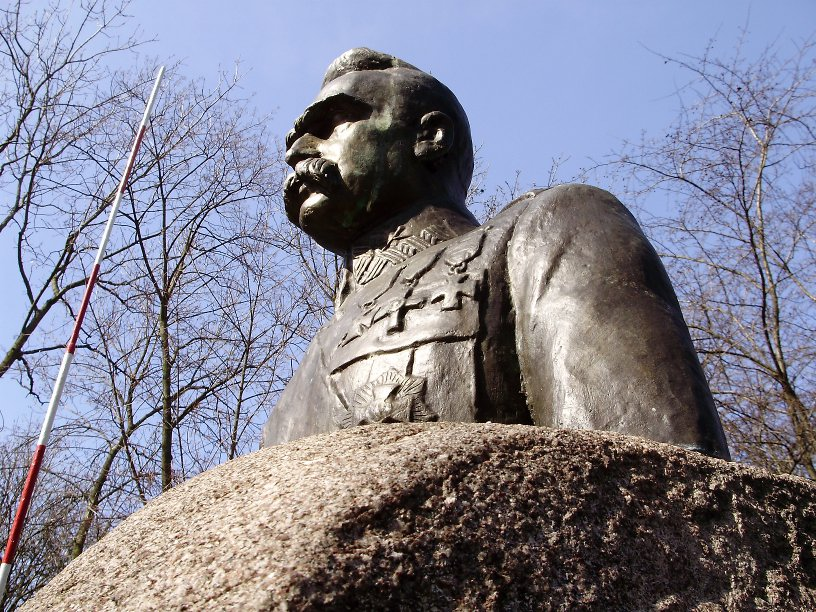
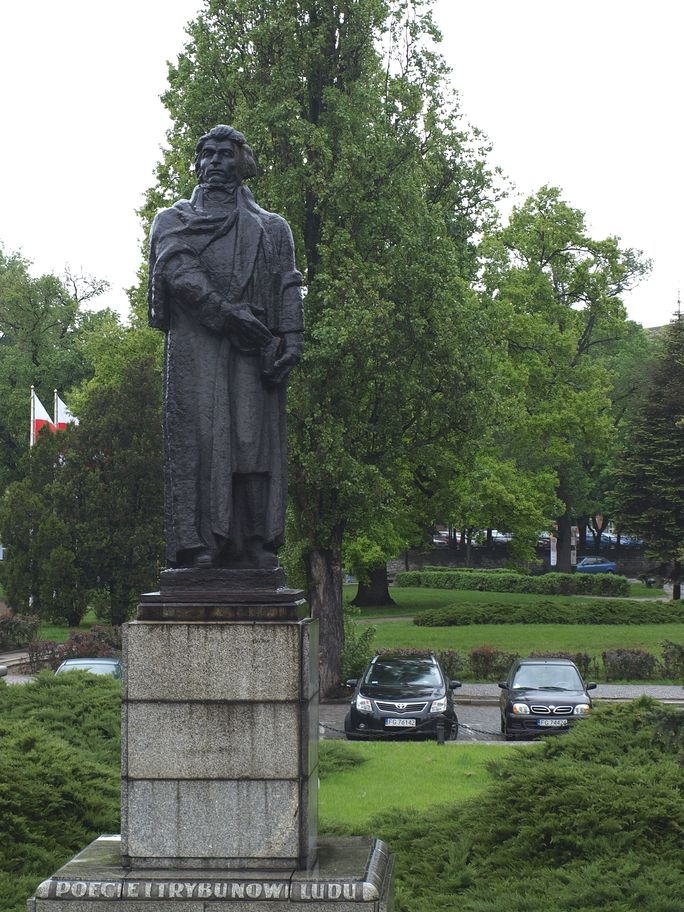
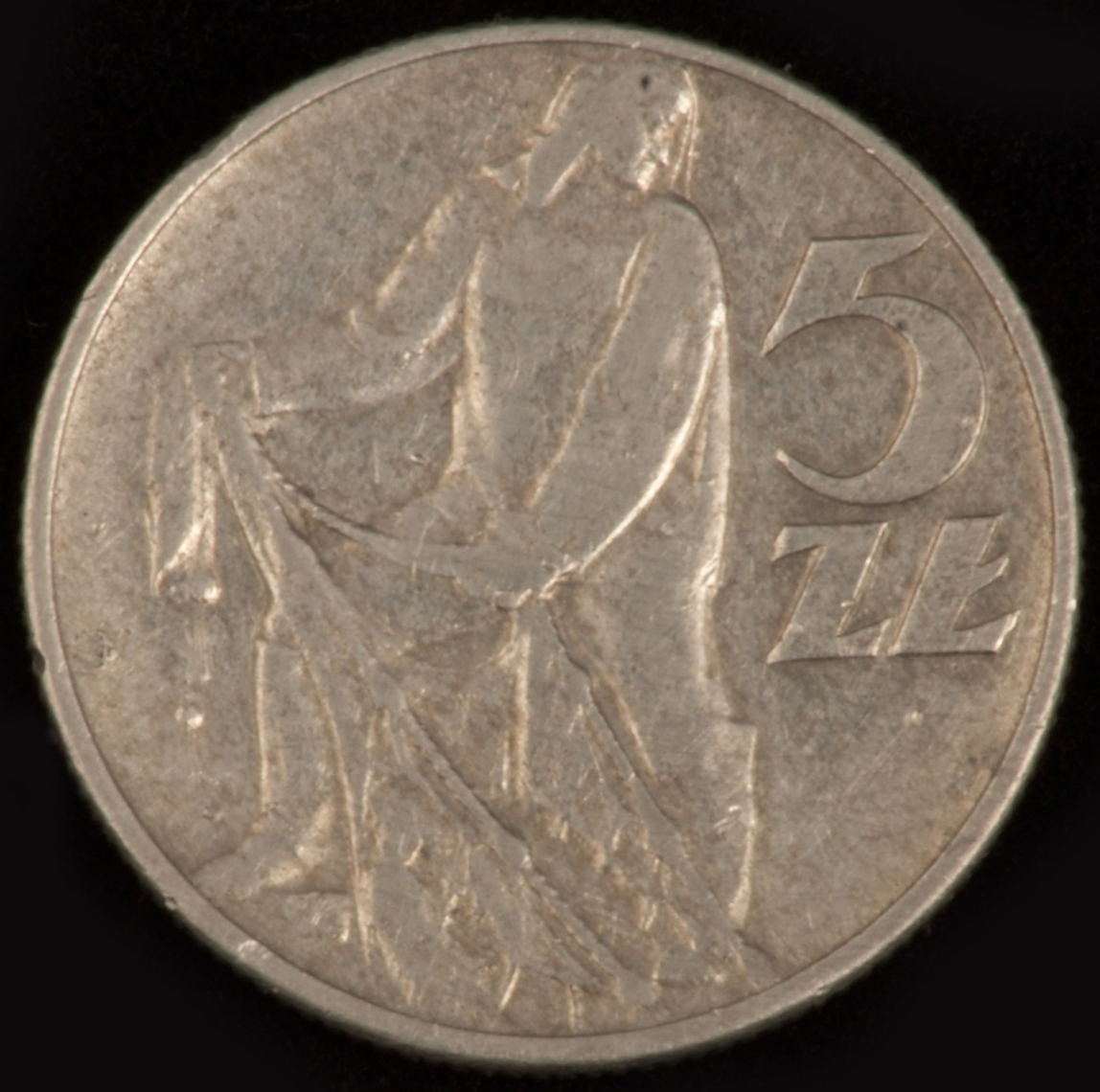
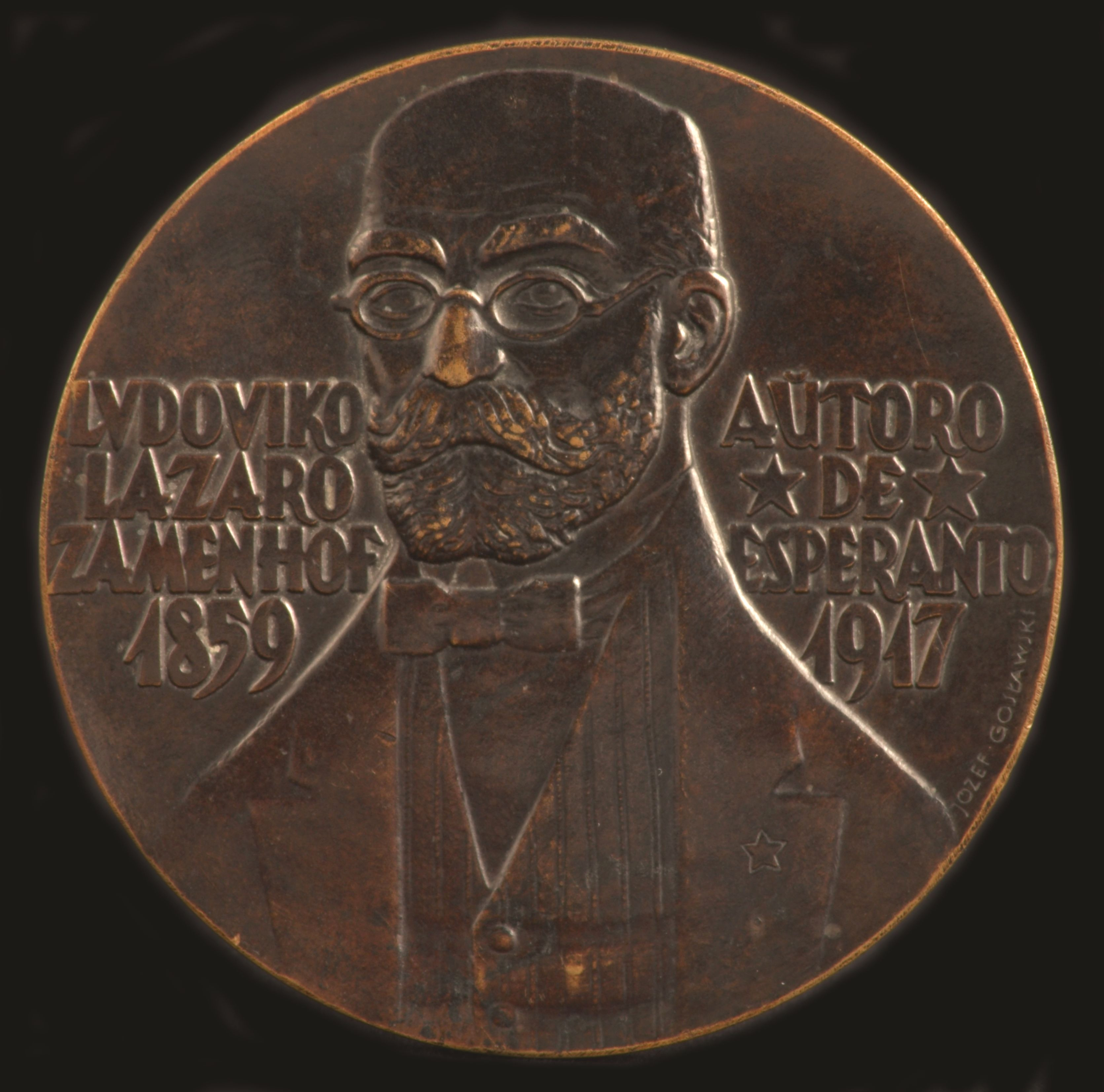
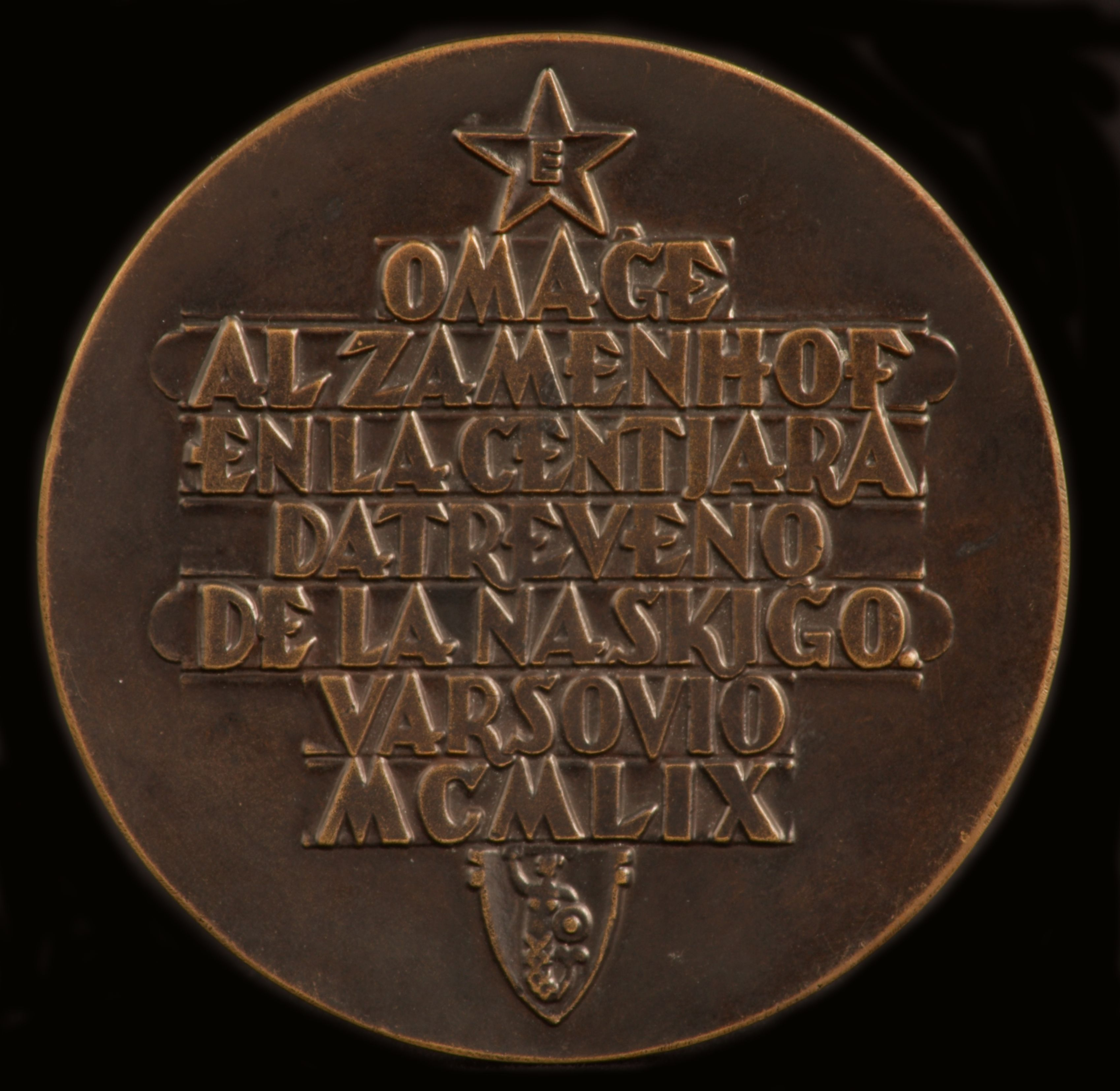
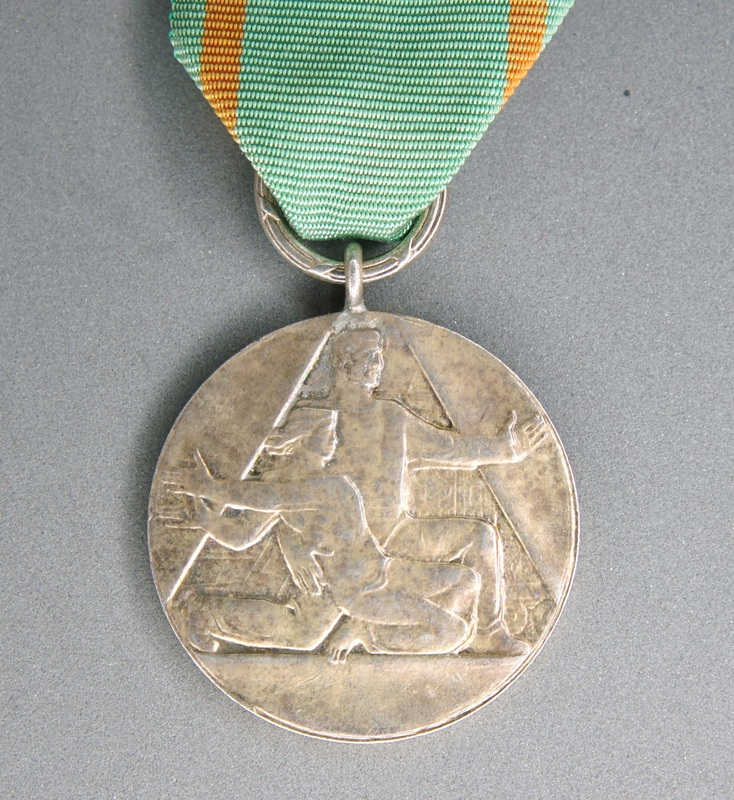